# 押上
押上（日语：／ Oshiage */?）是日本東京都墨田區的地名。現行行政地名為押上一丁目至三丁目。已實施住居表示。郵遞區號131-0045。東京晴空塔位於此地。

## 地理
東臨文花、西接吾妻橋、南與業平之間以北十間川為界、北通向島。町域中央有東京都道465號深川吾嬬線通過。

### 河川
- 北十間川（日语：北十間川）

## 歷史
- 1902年4月1日 - 東武伊勢崎線吾妻橋站（後更名淺草站→業平橋站、現東京晴空塔站）開業。
- 1910年7月28日 - 都電業平線開通。始發站業平橋站開業。
- 1912年11月3日 - 京成本線（現京成押上線）始發站押上站開業。
- 1913年11月11日 - 都電業平線延伸押上橋站。

此時，押上是東京下町最繁華的地區之一。
- 1960年12月4日 - 都營淺草線押上站開通，與京成押上線 - 京成本線開始相互直通運轉。
- 1972年11月12日 - 都電業平線廢止。押上站失去終點站地位。

此時，押上商業衰退。
- 2003年3月19日 - 半藏門線與東武伊勢崎線押上站開通（兩線相互直通運行）。再次成為終點站。
- 2006年3月25日 - 業平橋站與押上站之間的伊勢崎線操車場舊址決定建造新東京鐵塔，後定名為東京晴空塔，事業主體為東武鐵道。
- 2008年3月7日 - 決定押上、業平橋站周邊地區相關都市計畫[4]。周邊區域開始進行大規模再開發。
- 2012年5月22日 - 東京晴空塔與東京晴空塔城開幕。押上站導入副站名「晴空塔前」。

### 地名由來
此地為舊押上村，是江戶時代以前就已存在的地名，位於現在的押上東側。此外，也有說法指稱地名是指隅田川沿岸砂土堆積的樣子，但正確性不明。

## 戶數與人口
2017年（平成29年）12月1日現在的戶數與人口如下。
| 丁目       | 戶數    | 人口     |
| ---------- | ------- | -------- |
| 押上一丁目 | 1,314戶 | 2,204人  |
| 押上二丁目 | 2,082戶 | 3,886人  |
| 押上三丁目 | 2,282戶 | 4,301人  |
| 計         | 5,678戶 | 10,391人 |

## 中小學校學區
區立小中小學校學區如下。
| 丁目       | 番地                                               | 小學校                 | 中學校             |
| ---------- | -------------------------------------------------- | ---------------------- | ------------------ |
| 押上一丁目 | 1番1〜71號                                         | 墨田區立小梅小學校     | 墨田區立墨田中學校 |
| 押上一丁目 | 17〜19番 31〜35番 44〜47番 49〜52番                | 墨田區立押上小學校     | 墨田區立文花中學校 |
| 押上一丁目 | 其他                                               | 墨田區立業平小學校     | 墨田區立本所中學校 |
| 押上二丁目 | 1〜12番 15〜17番 18番10〜17號                      | 墨田區立小梅小學校     | 墨田區立墨田中學校 |
| 押上二丁目 | 27〜29番 34番2〜6號 36番2〜11號 39〜43番           | 墨田區立押上小學校     | 墨田區立文花中學校 |
| 押上二丁目 | 30〜33番 34番1號 34番7〜13號 35番 36番1號 37〜38番 | 墨田區立第一寺島小學校 | 墨田區立墨田中學校 |
| 押上二丁目 | 其他                                               | 墨田區立言問小學校     | 墨田區立墨田中學校 |
| 押上三丁目 | 全域                                               | 墨田區立押上小學校     | 墨田區立文花中學校 |

## 交通

### 鐵道
- 押上〈晴空塔前〉站
  - 京成電鐵押上線 - 車站編號 KS45
  -  都營地下鐵淺草線 - 車站編號 A 20
  -  東京地下鐵半藏門線 - 車站編號 Z 14
  - 東武鐵道伊勢崎線（東武晴空塔線） - 車站編號 TS 03
- 東京晴空塔站（舊業平橋站）
  - 東武鐵道伊勢崎線（東武晴空塔線） - 車站編號 TS 02

此外，押上站地上建物也是京成電鐵與東武鐵道的總部所在地。

### 巴士
東京晴空塔開幕前以都營巴士為主。東京晴空塔開幕後，增加東武巴士中央、京成巴士、京成Town Bus、JR巴士關東、京濱急行巴士、西武巴士、日立自動車交通等路線。
現在，押上可直達上野、秋葉原、東京、豐洲、羽田機場、東京迪士尼渡假區等地。

### 道路、橋梁
道路
- 都道
  - 465號深川吾嬬線（日语：東京都道465号深川吾嬬町線）

橋梁
- 北十間川（日语：北十間川）
  - 京成橋
  - 西十間橋

## 設施
- 東京晴空塔城
  - 東京晴空塔
  - 東京晴空鎮（日语：東京ソラマチ）
  - 東京晴空塔東塔
  - 柯尼卡美能達天文台（日语：コニカミノルタプラネタリウム）
  - 墨田水族館
- 墨田區立押上小學校（日语：墨田区立押上小学校） - 押上三丁目。
- 區立押上保育園
- 向日葵保育園
- 共愛館保育園
- 健生堂醫院
- 東武館
- 圓德寺
- 海福山天王院正圓寺、高木神社
- 正觀寺
- 乾德稻荷神社
- 荒木稻荷神社

## 備註
1. 1 2  . 墨田区. 2017-12-01  [2017-12-27]. （原始内容存档于2020-11-13）.
2. ↑  . 日本郵便.   [2017-12-27]. （原始内容存档于2020-09-23）.
3. ↑  . 総務省.   [2017-12-27]. （原始内容存档于2018-04-21）.
4. ↑  押上・業平橋周辺地區地區計画等を策定しました　　墨田區公式ウェブサイト[永久]
5. ↑  .   [2013年8月11日]. （原始内容存档于2018年12月10日）.
6. ↑  . 墨田区. 2017-04-01  [2017-12-27]. （原始内容存档于2020-10-30）.

## 外部連結
- 墨田區 （页面存档备份，存于）